# Hinrich Schmalfeldt
Johann Hinrich Schmalfeldt (* 28. November 1850 in Neritz im Kreis Stormarn; † 30. Dezember 1937 in Bremerhaven) war ein deutscher Zigarrenmacher, Politiker (SPD, USPD) und Bremer Reichstagsabgeordneter.

## Biografie
Schmalfeldt war der Sohn eines Schuhmachers. Er besuchte die Volksschule in Bad Oldesloe. Er erlernte den Beruf eines Weinküfers in Hamburg und ab 1866 in Bremen. Danach machte er eine Zigarrenmacherlehre in Bad Oldesloe. Er begab sich dann auf Wanderschaft nach Schweden, Dänemark, England und den USA. Nach seiner Wanderschaft ließ er sich 1875 in Ottensen nieder.

### Sozialdemokrat in der Kaiserzeit
Schmalfeldt trat 1870 in Hamburg in den Allgemeinen Deutschen Arbeiterverein (ADAV) ein. 1875 wurde er Mitglied im Allgemeinen Deutschen Cigarrenarbeiterverein, der den Anhängern von Ferdinand Lassalle nahestand. Im Mai 1877 trat er als Delegierter auf dem Vereinigungsparteitag vom 22. bis 27. Mai in Gotha auf, als sich der ADAV und die SDAP zur Sozialistischen Arbeiterpartei Deutschlands (SAP) zusammenschlossen.
Als 1878 das „Sozialistengesetz“ (Gesetz gegen die gemeingefährlichen Bestrebungen der Sozialdemokratie) im Reichstag des Deutschen Kaiserreichs verabschiedet wurde, erfolgte auf preußischen Druck auch seine Ausweisung von seinem Wohnort. Im Oktober 1881 wurde ihm mit der üblichen Begründung als „Person, von welcher eine Gefährdung der öffentlichen Sicherheit oder Ordnung zu besorgen ist“, der Aufenthalt im Hamburgischen Staatsgebiet und zahlreichen Stadtkreisen und Kirchspielbezirken untersagt. Er verließ Deutschland und wanderte nach Amerika aus und kehrte 1882 wieder zurück. Bis 1890, dem Ende des Sozialistengesetz, wurden ihm in aller Regelmäßigkeit Ausweisungsbescheide zugestellt, die er später mit dem Titel „Zum Andenken an das Sozialistengesetz“ binden ließ.
Er arbeitete in einer Zigarrenfabrik in Uetersen und siedelte gezwungenermaßen später nach Stade. 1883 war er hier in einer Schifferorganisation tätig und 1889 im Arbeiterbildungsverein. Gewerkschaftlich aktiv unterstützte er den Tabakarbeiterstreik in Hamburg.

### Reichstagskandidat, Abgeordneter, Stadtverordneter
Er kandidierte bei der Reichstagswahl 1890 im Wahlkreis Geestemünde, unterlag jedoch in der Stichwahl gegen Rudolf von Bennigsen (NLP).
1892 zog er nach Bremerhaven. Hier war er Tabakhändler und später auch Gastwirt. Politisch und gewerkschaftlich engagierte er sich bis 1903 im Deutschen Seemannsverband und leitete seit 1895 zudem den Heizer- und Kohlenzieherverband. Von 1895 bis 1930 war er Mitglied in der Bremerhavener Stadtverordnetenversammlung. 1898 war er wieder Kandidat für den Reichstag, unterlag jedoch im Reichstagswahlkreis Freie Hansestadt Bremen dem liberalen Hermann Frese (FVg). Bei der Reichstagswahl 1903 gewann er dann das Reichstagsmandat gegen Freese. 1907 verlor er sein Reichstagsmandat und 1912 verzichtete er zugunsten von Alfred Henke (SPD), der das Mandat wieder eroberte.
Seit 1904 trat er als Firmenträger der von der SPD getragenen Druckerei und des Verlages Schmalfeldt Co. auf, welche die Bremer Bürger-Zeitung herausgab.

### Bremer Politiker nach 1917
Im Ersten Weltkrieg trat Schmalfeldt bei der Spaltung der SPD der Unabhängigen Sozialdemokratischen Partei Deutschlands (USPD) bei. 1922 schloss sich die USPD wieder der SPD an. Schmalfeldt war 1919 Mitglied der Bremer Nationalversammlung und von 1920 bis 1930 Mitglied der Bremischen Bürgerschaft. Er zog sich 1930 aus der Politik zurück. Nach seinem Tod im Dezember 1937 wurde auf dem Bremerhavener Friedhof in Wulsdorf beigesetzt.

## Ehrungen
- 1930 wurde er Ehrenbürger von Bremerhaven. 1936 haben die Nationalsozialisten dem inzwischen 86-jährigen diese Würde entzogen. 1949 wurde der NS-Beschluss aufgehoben, was der Oberbürgermeister dem Sohn Fritz Schmalfeldt mitteilte.
- Die Hinrich-Schmalfeldt-Straße in Bremerhaven-Lehe wurde nach ihm benannt.